# باتريك جاي أورايلي
باتريك جاي أورايلي (بالإنجليزية: Patrick J. O'Reilly)‏ هو مؤلف بريطاني، ولد في 8 ديسمبر 1980 في Cavan ‏ في جمهورية أيرلندا.